# 布袋の大仏 (木造阿弥陀如来坐像)
布袋の大仏（ほていのだいぶつ）は、愛知県江南市布袋町南に所在する大仏殿（おおぼとけでん）に鎮座している木造阿弥陀如来坐像。

## 概要
高さ1m33cmの寄木造の木造阿弥陀如来坐像である。平安時代末期の作。ほぼ等身大の像であるが、地元では「大仏」と称されている。1954年（昭和29年）に「木造阿弥陀如来坐像」（もくぞうあみだにょらいざぞう）の名称で愛知県の有形文化財に指定された。
元は尾張国一宮真清田神社にかつて存在した西神宮寺の本尊としてまつられていた阿弥陀如来坐像である。明治時代初期の神仏分離により西神宮寺は廃寺となり、阿弥陀如来坐像は売却される予定であった。しかし、この仏像を深く信仰していた丹羽郡小折村（現・江南市布袋町南）の女性の懇願により売却は中止され、1874年（明治7年）、丹羽郡小折村に大仏殿を建立し、そこに阿弥陀如来坐像は移される。
大仏殿は1913年（大正2年）に焼失するが、阿弥陀如来坐像は運び出されて無事であった。大仏殿は再建されるが、1945年（昭和20年）の空襲で再び焼失する。阿弥陀如来坐像は運び出されたが、指の一部や頭部の一部が破損してしまう。
1984年（昭和59年）に現在の大仏殿が建立される。1986年（昭和61年）に阿弥陀如来坐像の修復が行なわれる。
地元の人々に厚く信仰されているが、基本的には非公開である。

## おほほさま
大仏殿には木製阿弥陀如来坐像と一緒に「おほほさま」と呼ばれる奇妙な石がまつられている。いわゆる女陰石であり、あまりにもそっくりな為、見ると思わず含み笑いをしてしまう事から名づけられたという。この石も西神宮寺にあったもので、同寺が廃寺となってから行方不明であったが、1962年（昭和37年）、大仏殿の境内の地中で発見された。1874年（明治7年）に阿弥陀如来坐像とともにこの石も譲り受け、地中に埋めたと推測される。

## 交通アクセス
- 名鉄犬山線 布袋駅から、県道174号線（通称：布袋プラタナス通り）を西へ徒歩約7分。
- 名鉄バス江南・病院線 「布袋五明」停留所で下車、徒歩約2分。